# Myszarka chińska
Myszarka chińska (Apodemus chevrieri) – gatunek gryzonia z rodziny myszowatych (Muridae), występujący endemicznie w Chinach. 

## Systematyka
Takson po raz pierwszy opisany naukowo w 1868 roku przez A. Milne-Edwardsa. Jest gatunkiem siostrzanym myszarki polnej (A. agrarius), bywała też uznawana za jej podgatunek. W prowincjach Syczuan i Kuejczou gatunki te są sympatryczne; w górach Wuliang Shan współwystępuje z myszarką smoczą (A. draco), która zamieszkuje też wyższe partie gór.

## Biologia
Myszarka chińska żyje w chińskich prowincjach Junnan, Chongqing, Syczuan, Kuejczou, zachodnim Hubei, południowym Shanxi, południowym Gansu, była też raz obserwowana w Hunan. Występuje na wysokościach od 1800 do 2300 m n.p.m. Zamieszkuje tereny rolnicze, trawiaste pola i otwarte tereny leśne. Prowadzi dzienny, naziemny tryb życia, żywi się nasionami, rzadziej zjada owady.

## Populacja
Myszarka chińska występuje na dużym obszarze, gatunek nie jest zagrożony. Występuje w obszarach chronionych. Jest uznawana za gatunek najmniejszej troski.